# Colegiul Ortodox „Sfântul Andrei”
Colegiul Ortodox „Sfântul Andrei” este un seminar ortodox și colegiu teologic aflat în Redfern, New South Wales, o suburbie a orașului Sydney, New South Wales, Australia. Colegiul este un membru al Colegiului Divinității din Sydney, o federație de instituții educaționale teologice, fiecare reprezentând o diferită denominație creștină. Este singura instituție terțiară ortodoxă din emisfera de sud de acest fel. Învățăturile și practicile sale sunt administrate de către Arhiepiscopia Ortodoxă Greacă a Australiei.

## Istorie
În anii 1930, mitropolitul Timotei al Australiei și Noii Zeelande a avut în vedere posibilitatea înființării unei instituții teologice. Hirotoniile clerului vor avea loc în Australasia din anii 1950. Mitropolitul Teofilact al Australiei și Noii Zeelande va lua și el în considerare posibilitatea înființării unui seminar ecleziastic. În 1959, Arhiepiscopul Ezechiel al Australiei va lua în considerare ideia. El a numit un comitet și o strângere de fonduri, care a primit o donație de la Sir Arthur George și Michael Papsalis. Cu toate acestea, nu s-a ales nimic de acest plan, deoarece nu era la îndemâna ortodocșilor din Australia la acea vreme, donația fiind folosită pentru a acoperi costurile de funcționare ale Arhiepiscopiei.
În 1975, arhiepiscopul Stylianos, la sosirea sa în Australia, a depus un efort înspre înființarea unui colegiu teologic terțiar. În ianuarie 1981, la cel de-al patrulea congres cleric-laic desfășurat la Sydney, arhiepiscopul Stylianos a cerut și a câștigat sprijin pentru înființarea unui colegiu teologic. În anul următor, în timpul vizitei oficiale în Australia a lui Constantin Karamanlis, președintele Greciei, Stylianos a cerut ajutor pentru înființarea seminarului bisericesc. Karamanlis a cerut ca un studiu de fezabilitate să fie realizat până la sfârșitul vizitei sale. Cu toate acestea, Președintele Parlamentului Elenic, A. Kaklamanis, a ignorat, apoi a respins cererea, pe motiv că Biserica ar trebui să aibă grijă de educația ecleziastică, nu de guvern și de afacerile sale. Drept răspuns, Stylianos a decis să revigoreze Frăția Sfântului Andrei, astfel încât toți clericii să facă donații anuale pentru a fi un exemplu pentru laici. În mai 1984, Stylianos a numit un comitet interimar care să analizeze și să sugereze modalități de întemeiere al colegiului și să pregătească materia care va fi predată. La primirea raportului comisiei interimare, în decembrie 1984 se înființează trei comitete (construcții, administrative și academice). În 1985, Stylianos a trimis o scrisoare către 1.000 de prieteni și cunoștințe, cerând câte o donație de 1.000 de dolari de la fiecare. Din această corespondență s-au strâns 350.000 de dolari, acest lucru a permițând arhiepiscopiei să facă un depozit pe o proprietate din Caringbah în beneficiul financiar al colegiului. Cu suficienti ortodocși calificați din punct de vedere academic și care predau deja cursuri, Sir Arthur George a semnat un acord la cea de-a 5-a conferință clerică-laică care a avut loc la Brisbane pentru a oferi fondurile pentru prima etapă de dezvoltare. Donația de 250.000 de dolari a fost folosită pentru renovarea și modificarea clădirilor din arhiepiscopie prin crearea de săli de curs, cămine pentru studenții interstatali, un birou, o bibliotecă și o sală comună.